# Stelis navicularis
Stelis navicularis är en orkidéart som beskrevs av Leslie Andrew Garay. Stelis navicularis ingår i släktet Stelis och familjen orkidéer. Inga underarter finns listade i Catalogue of Life.